# Gasselhöhle
Die Gassel-Tropfsteinhöhle ist eine Höhle im Gasselkogel im Gemeindegebiet von Ebensee am Traunsee im oberösterreichischen Teil des Salzkammergutes. Die bisher bekannte Gesamtlänge der Höhle beträgt 6088 m, wovon rund 600 m als Schauhöhle touristisch erschlossen sind. Speläologische Fachpublikationen bezeichnen die Gasselhöhle als tropfsteinreichste Höhle der Nördlichen Kalkalpen.

## Allgemeines
Die unter Naturschutz stehende Höhle ist bekannt für ihre reichen Tropfsteinvorkommen, deren Farben von reinweiß über gelblich bis zu dunkelbraun reichen und durch die elektrische Beleuchtung besonders schön zur Geltung kommen.
Die Schauhöhle kann im Rahmen einer 50 Minuten dauernden Führung auf einer Länge von 250 m besichtigt werden. Der Führungsweg ist durch Stiegen, Podeste und betonierte Wege sehr gut ausgebaut und kann in Begleitung eines geprüften Höhlenführers gefahrlos begangen werden.
Die Schauhöhle wird seit 1933 vom Verein für Höhlenkunde Ebensee betreut. Das umfasst den vorderen Abschnitt, der Rest des Höhlensystems ist nur für Forschung zugänglich. Die Höhle und Umgebung des Eingangs sind als Naturdenkmal (ND599) ausgewiesen.

### Lage
Die Höhle liegt in der Südflanke des Gasselkogels (1411 m), eines Ausläufers des Erlakogels in den östlichen Trauntaler Voralpen. Der einzige bisher bekannte Eingang liegt auf 1229 m Seehöhe.
Ein Zusammenhang mit der Gasselniedernhöhle ist möglich, einer mit der Rötelseehöhle erscheint nach Stand der Erkundung eher unwahrscheinlich.

### Zugang
Man erreicht die Höhle auf Forststraßen und gut ausgebauten Wanderwegen. Der Weg führt von der Ortschaft Rindbach (Gemeinde Ebensee) vorbei am als Naturdenkmal geschützten Rindbach-Wasserfall und folgt dem unteren Rindbachtal und dem Karbachtal durch eine bewaldete Voralpenlandschaft. Die Tour ist als Ganztags-Bergwanderung auch mit Kindern geeignet. Die Gehzeit beträgt von Rindbach etwa 2½ Stunden.

### Gesundheit
Die Temperatur in der Höhle beträgt zwischen 6° und 7 °C, die relative Luftfeuchtigkeit liegt bei 100 %. Die Höhlenluft ist unter diesen Bedingungen praktisch keimfrei. Die besondere therapeutische Eignung gegen Infektanfälligkeit und Asthma bronchiale wurde der Höhle bereits kurärztlich bestätigt.

### Wanderziele in der Umgebung der Höhle
Eine Wanderung auf den Gipfel des Gasselkogels, der von der Gasselhöhle aus in etwa 20 Minuten erreichbar ist, bietet einen hervorragenden Rundblick auf Totes Gebirge, Höllengebirge, Traunstein und Traunsee. Neben dem direkten Zugang von Ebensee aus gibt es die Möglichkeit, die Höhle von anderen Orten zu erreichen:
- vom Offensee über die Farnau
- vom Jagersimmerl im Almtal über das Grünangerl
- von Grünau über das Hintere Rinnbachtal und den Grünauer Boden
- als Abstieg nach Karbach am Traunsee (von Karbach per Wassertaxi zurück nach Ebensee oder über die Mairalm nach Gmunden)

Die beiden letzten Wanderungen sind nicht markiert.

## Geologie
Die Gasselhöhle liegt größtenteils im Hauptdolomit, einem Gestein, in dem Höhlen aufgrund der Feinklüftigkeit eher selten und an tektonische Störungszonen gebunden sind. Der Gasselkogel ist wie die anderen Dolomitkarstgebiete der Alpen nicht vollverkarstet, oberirdische Gerinne treten öfters auf. Die Gangprofile deuten mehrheitlich auf eine vadose Entstehung hin, die typischen phreatischen Gangprofile sind in der Höhle nur selten zu finden. Störungsflächen und Harnische erweisen sich als raumbestimmend, sind jedoch durch starke Versinterungen und Tropfsteinbehang nicht sichtbar. Die Anlage der Höhle ist durch stark versintere, großräumige Klüfte und Schächte geprägt, die sich im nördlichen Teil der Höhle labyrinthartig ausbreiten. Die Plandarstellung der Höhle stößt bei einer bis zu fünffachen Überlagerung auf Schwierigkeiten.

## Höhlenforschung

### Entdeckung
Entdeckt wurde die Höhle im Jahre 1918 und wurde schlagartig in der Öffentlichkeit bekannt. 1931 wurde sie zum Naturdenkmal erklärt. Die offizielle Öffnung als Schauhöhle erfolgte 1933. In den eingangsnahen Höhlenteilen fand man zahlreiche Tierknochen, darunter ein vollständiges Skelett des heute bereits ausgestorbenen Höhlenbären. Weiters fand man Knochen von Braunbär, Elch, Luchs und Hirsch.

### Neuforschung
Die Gesamtlänge des Höhlensystems beträgt 4521 m, die größte Tiefe 156 m (Stand November 2012). Bei Neuforschungen zwischen 1984 und 1989 wurde der besonders tropfsteinreiche „Neue Teil“ entdeckt. Eine besondere Sensation war dabei die Entdeckung der Perlenhalle. Neben tausenden kleineren Höhlenperlen fand man eine Handvoll „großer“ mit einem Durchmesser von fast 40 mm. Sie sind damit die größten jemals in Österreich gefundenen Höhlenperlen.
Bei Neuforschungen seit 2007 wurden extrem tropfsteinreiche Höhlenteile im sogenannten „Nordterritorium“ (darunter u. a. die „Sintervulkanhalle“) entdeckt, die bei Führungen jedoch nicht gezeigt werden können.
In der „Aprilscherz-Halle“ traf man auf die bisher größte Tropfsteinsäule der Gasselhöhle mit einer Höhe von 11 m und einer Breite von bis zu 6 m. 2008 wurden die sehr oberflächennahen und stark versinterten „Zwillingshallen“ östlich der „Aprilscherz-Halle“ erstmals erkundet.

## Galerie

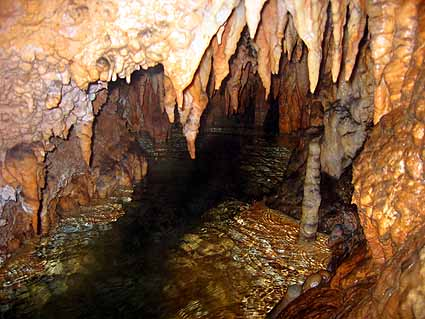
Neu entdeckter, kleiner Siphonsee in der Silvesterhalle
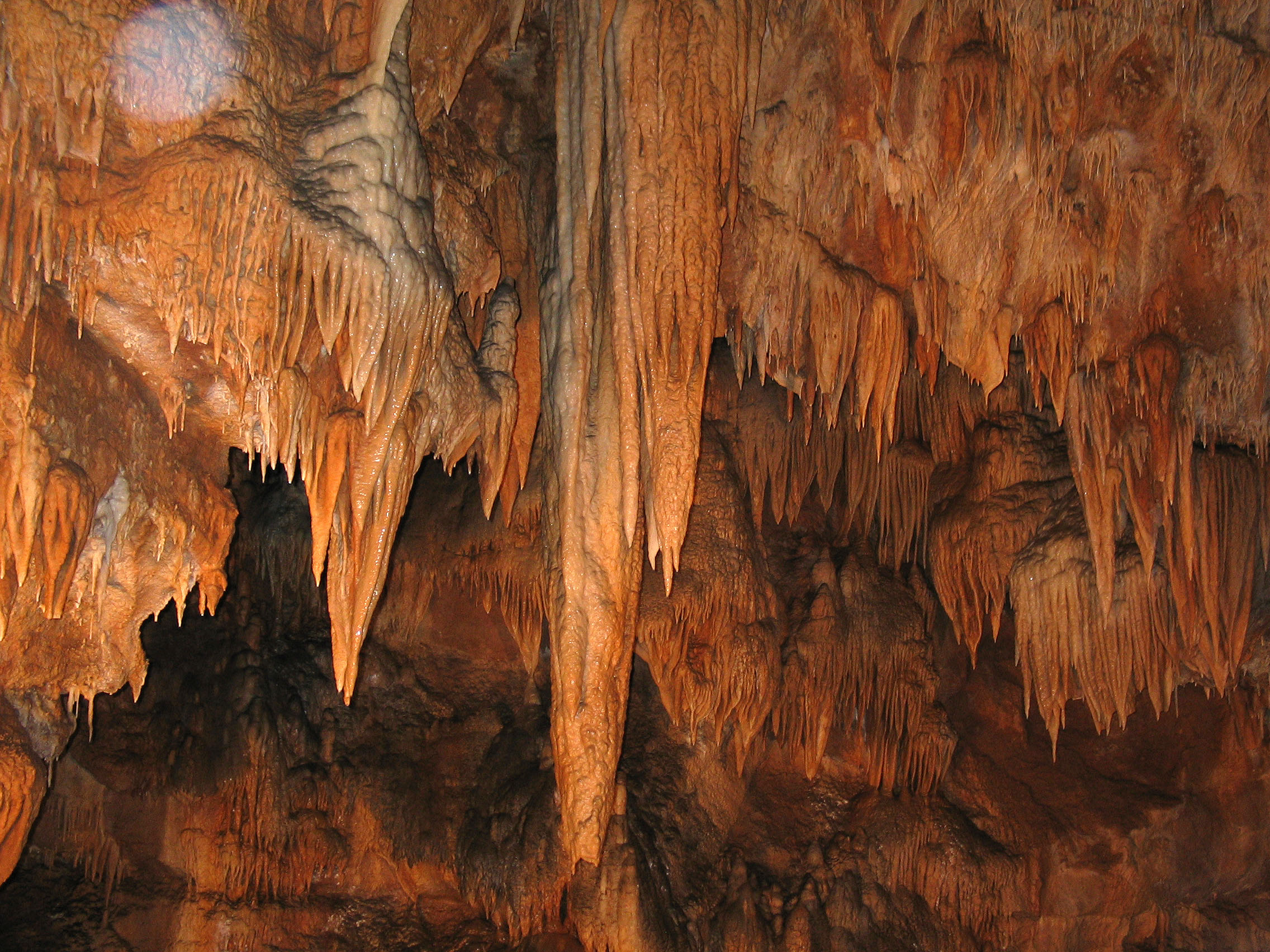
Detailaufnahme der Stalaktiten in der Kanzelhalle
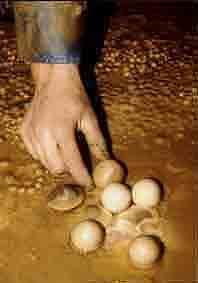
Die größten bisher in Österreich gefundenen Höhlenperlen